# Mu (continent)

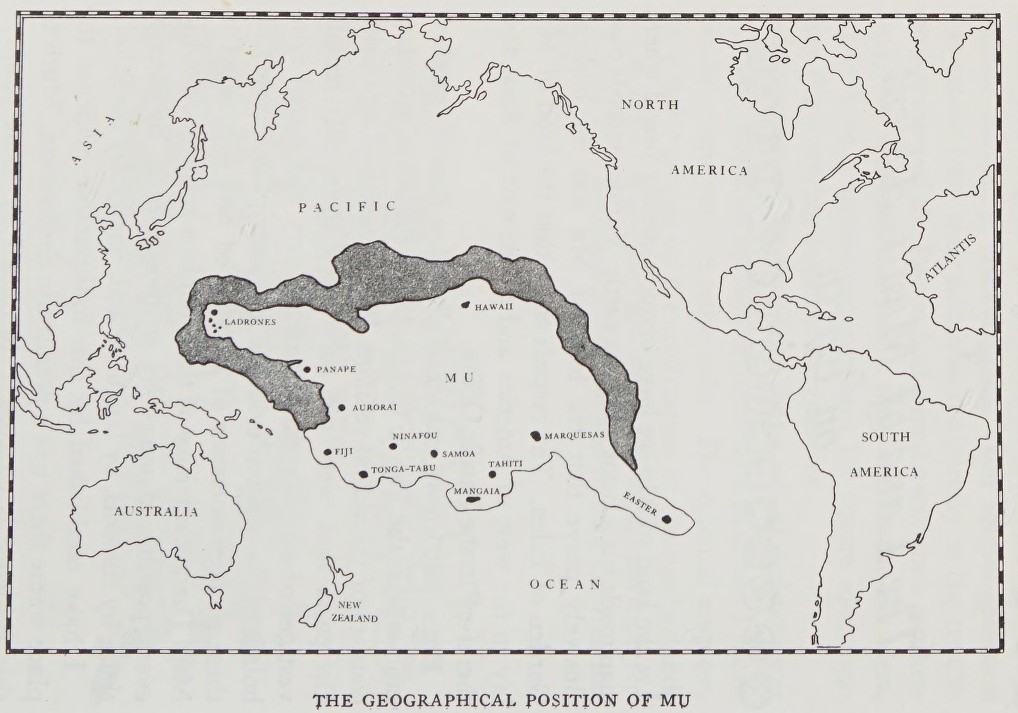
Kaart van "Het Verdwenen Continent Mu", door James Churchward (1926)

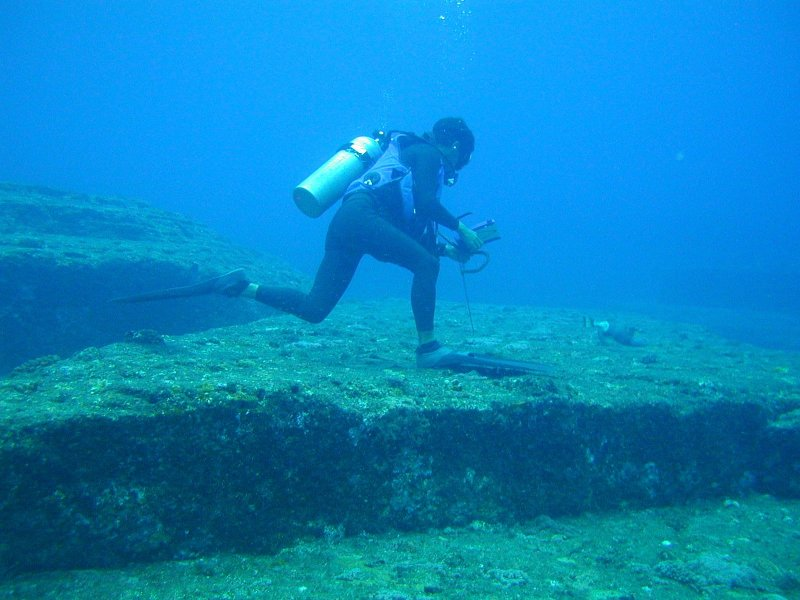
Deze onder water gelegen formaties bij het Japanse eiland Yonaguni zouden restanten van Mu zijn.

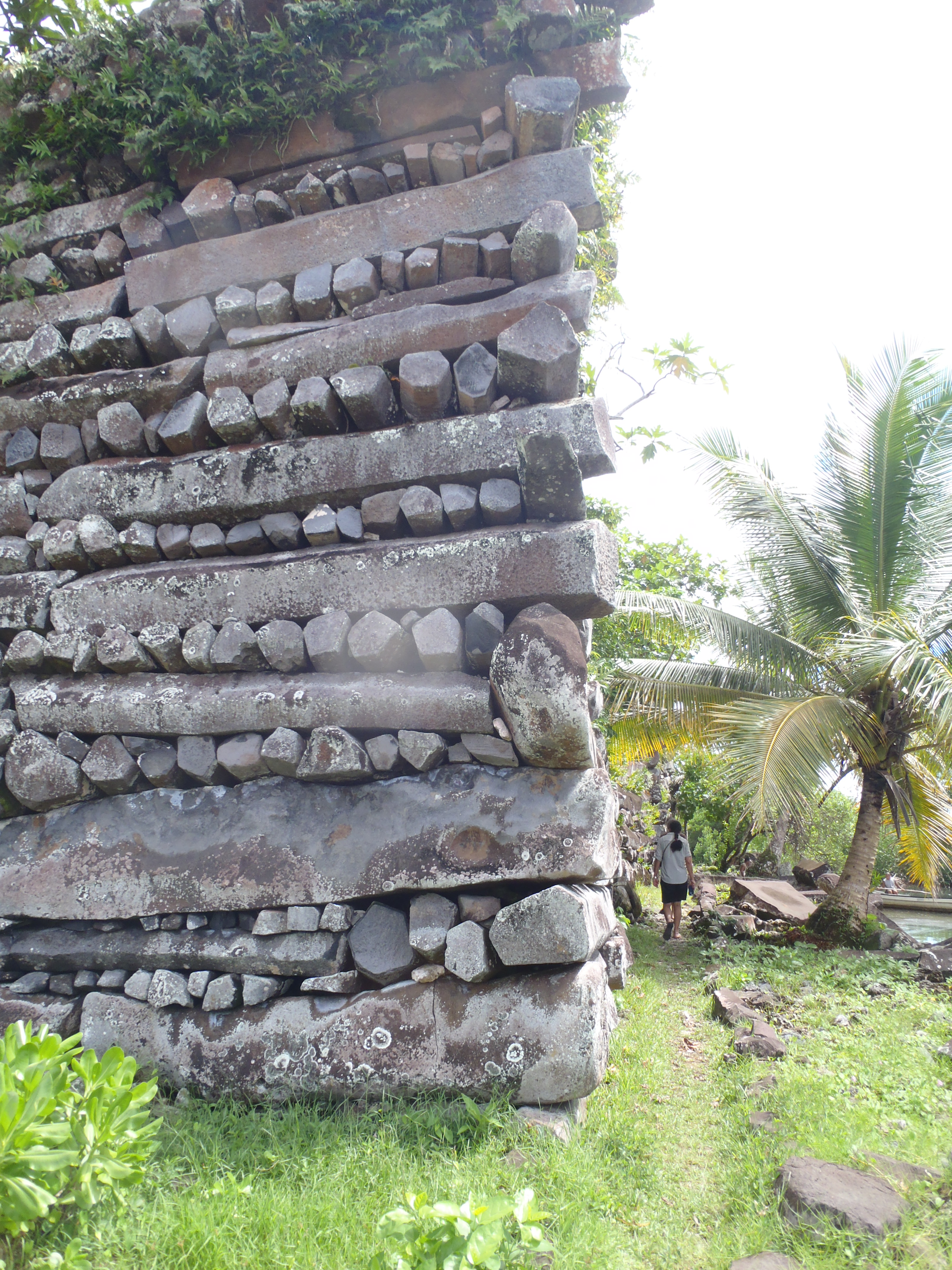
De megalithische site van Nan Madol van Pohnpei (Panape) in Micronesië, door Churchward beschreven als 'een van de zeven heilige hoofdsteden van het Moederland Mu'. Feitelijk dateren de constructies van eind dertiende eeuw

Mu was volgens een hypothese een continent dat millennia geleden zou zijn vergaan in zee. Dit idee kreeg Charles Étienne Brasseur de Bourbourg als gevolg van een aantal vertaalfouten die hij in 1866 maakte bij het vertalen van een geschrift van de Maya's dat toen nog bekend stond als de Troana Codex en later deel werd van de Madrid-codex

## Ontstaan van het idee van een continent Mu
Charles Étienne Brasseur de Bourbourg (1814-1874) was een Franse priester die veel door Midden- en Zuid-Amerika reisde en publiceerde over etnografische aspecten van Meso-Amerika. Hij was geïnteresseerd in spiritisme en aanhanger van theorieën over het hebben bestaan van Atlantis. Atlantis had volgens hem bestaan op een grote landmassa in de Atlantische Oceaan waarvan Hispaniola nog een restant was en dat zich had uitgestrekt tot aan de Canarische Eilanden.
In 1866 kreeg hij de gelegenheid om in Madrid een codex te onderzoeken die in het bezit was van Juan de Tro y Ortolano, een hoogleraar paleografie. Brasseur de Bourbourg herkende het als een Maya–geschrift, zoals hij er tijdens zijn reizen wel meer had gezien. Hij benoemde het geschrift om de hoogleraar te eren als de Troana Codex. Enige jaren daarvoor had Brasseur de Bourbourg een aantal aantekeningen gevonden van Diego de Landa, een bisschop die in de zestiende eeuw in het gebied Yucatan de Maya’s had getracht te bekeren. In die aantekeningen had de Landa de hiërogliefen van het Mayaschrift laten corresponderen met de letters van het Spaanse alfabet.
Op basis van die aantekeningen vertaalde Brasseur de Bourbourg de codex. Het Maya schrift is echter een syllabisch schrift en opgebouwd op basis van gliefen die een lettergreep of een heel woord uitdrukken. De vertaling bevatte dan ook veel ernstige fouten en is nauwelijks bruikbaar. De feitelijke inhoud van de codex bevat vrijwel geheel alleen almanakken en horoscopen die de priesters van de Maya gebruikten voor het uitvoeren van hun ceremoniële taken. Dit werd door Brasseur de Bourbourg onvoldoende opgemerkt. Een van de fouten was dat hij twee gliefen vertaalde als de letters M en U en dat tezamen met enkele andere gliefen vertaalde als een land Mu dat als gevolg van een catastrofe was ondergegaan. Zijn conclusie was dan ook dat Mu en Atlantis hetzelfde land waren, maar dat Mu daarvan de correcte naam was.

## Overige opvattingen over Mu
Het idee van het hebben bestaan  van een land Mu werd van Brasseur de Boubourg in iets andere vorm overgenomen door Augustus Le Plongeon (1825-1908). Hij was van mening dat zowel Mu als Atlantis hadden bestaan in de Atlantische Oceaan en dat overlevenden van beide continenten zich na de catastrofe hadden gevestigd in Meso-Amerika en de stichters waren van de Mayacultuur. Die cultuur zou dan ook verreweg de oudste cultuur op de wereld zijn.
Le Plongeon zou eveneens een oude tekst hebben vertaald waaruit bleek dat de Mayabeschaving ouder was dan de Griekse of Egyptische. Volgens hem zouden de verschillende oude beschavingen zoals die van het oude Egypte en Meso-Amerika gesticht zijn door vluchtelingen van een nog oudere beschaving. Het continent Mu zelf zou zich volgens hem in de Atlantische Oceaan hebben bevonden.
Plongeons theorie verkreeg meer bekendheid door James Churchward (1851–1936), die er onderzoek naar deed, maar met de conclusie kwam dat Mu zich in de Grote Oceaan zou bevinden. Hij schreef er een serie boeken over, genaamd Lost Continent of Mu, the Motherland of Man (1926), wat later bekend werd als The Lost Continent Mu (1931). Zijn theorieën over het continent werden nog verder uitgewerkt door andere schrijvers. 

## Wetenschappelijke visie
Het bestaan van Mu werd echter al ten tijde van Le Plongeons ideeën bekritiseerd. Vandaag de dag zijn wetenschappers er zeker van dat Mu nooit heeft bestaan, net zomin als andere legendarische verloren continenten zoals Lemuria. Moderne kennis van geologie ontkracht het bestaan van een verloren continent van enige noemenswaardige omvang omdat volgens de theorie van de platentektoniek een continent niet zomaar in zee kan zinken. Ook is het onmogelijk dat er ooit een natuurramp heeft plaatsgevonden van dusdanig grote omvang dat een geheel continent hierdoor kan zijn weggevaagd. Het kan ook zijn dat Mu in werkelijkheid geen continent was maar een eiland, maar dat maakt het idee dat hier een gemeenschappelijke voorouder voor meerdere beschavingen zou zijn ontstaan een stuk minder aannemelijk. Tenslotte ontkrachten archeologische bewijzen de theorie dat de oude beschavingen uit de oude en nieuwe wereld een gemeenschappelijke voorouder hebben.
Mu speelt een belangrijke rol in veel boeken, films en tv-series.